# Ерополье
Ерополье (бел. Яраполле) — посёлок в Широковском сельсовете Буда-Кошелёвского района Гомельской области Белоруссии.

## География

### Расположение
В 20 км на восток от районного центра и железнодорожной станции Буда-Кошелёвская (на линии Жлобин — Гомель), 31 км от Гомеля.

### Гидрография
На севере мелиоративный канал.

## Транспортная сеть
Транспортные связи по просёлочной дороге, затем по шоссе Довск — Гомель. Строения деревянные усадебного типа.

## История
Основана в начале XX века переселенцами с соседних деревень. В 1926 году в Липском сельсовете Уваровичского района Гомельского округа. В 1929 году жители посёлка вступили в колхоз. В 1959 году в составе совхоза «Коминтерн» (центр — деревня Широкое).

## Население

### Численность
- 2018 год — 1 житель.

### Динамика
- 1926 год — 6 дворов, 31 житель.
- 1959 год — 51 житель (согласно переписи).
- 2004 год — 2 хозяйства, 2 жителя.